# Епифанов, Геннадий Дмитриевич
Генна́дий Дми́триевич Епифа́нов (22 июля (4 августа) 1900, Ростов Великий — 4 сентября 1985, Ленинград) — советский художник-график. Член-корреспондент Академии художеств СССР (1975), заслуженный деятель искусств РСФСР (1963), профессор (1967).

## Биография
Г. Д. Епифанов в 1921—1922 годах преподавал пение в Ростовской гимназии. С 1923 по 1925 год учился в Ярославском художественно-педагогическом техникуме. Работал в Ростовском музее древностей (1922—1924). С 1925 по 1930 год учился на графическом факультете Ленинградского Высшего художественно-технического института у В. Д. Замирайло,  Д. И. Митрохина и В. М. Конашевича. Дипломная работа — оформление и иллюстрации детских сказок С. Я. Маршака (рук. В. М. Конашевич).
Участник художественных выставок с 1934 года в том числе международных. Выставки произведений художника состоялись в Париже (1931), Кошице (1933), Стамбуле и Афинах (1934), Копенгагене и Осло (1936), Бухаресте и Лондоне (1961), Дрездене (1964), Праге (1959, 1970, 1974), Брно (1959) и др.  Участник Всемирных выставок в Париже (1937) и Монреале (1967). Работы экспонировались в Ленинграде (1947, 1972). Произведения художника хранятся в Государственном Русском музее, Государственном музее изобразительных искусств имени А. С. Пушкина, Государственной Публичной библиотеке, Научно-исследовательском музее Российской академии художеств, в Санкт-Петербурге, Дрезденской картинной галерее и др.
Владел различными уникальными и печатными графическими техниками — рисунком пером, ксилографией (гравюра на дереве), в том числе цветной, обращался к акварели, гуаши, сепии.
Выпустил альбом ксилографий, посвящённый родному городу Ростову, альбом гравюр «Ленинград. Виды города» (1953).
В качестве художника книги сотрудничал с издательствами «Academia», "Искусство", "Советский писатель", "Молодая гвардия" и др. Известен иллюстрациями к «Назидательным новеллам» М. Сервантеса (1934), «Бедной Лизе» (1947 и 1950), «Михайловский замок» О. Д. Форш  (1946), Н. М. Карамзина (1947), «Королеве Марго» А. Дюма (1952), «Одиссее» Гомера (1958), удостоенными диплома на Всесоюзной конкурсе «Лучшие книги 1958 года» и серебряной медали на Международной выставке искусства книги социалистических стран в Лейпциге (ГДР) в 1959 году, «Пиковой даме» А. С. Пушкина (1966), награждёнными дипломом 3-й степени на Международной выставке книги в Москве (1967) и 1-й степени — на Всесоюзном конкурсе «Лучшие издания 1966—1967 годов» и рядом других. 
В годы Великой Отечественной войны, в период 1941—1942 годов, являлся художником ленинградского объединения «Боевой карандаш», выполняя шрифтовые работы. В 1950-е годы  работал в станковой графике (пейзаж, портрет), графике «малых форм» (экслибрис)
Преподавал в Институте им. И. Е. Репина с 1948 по 1950 год, затем — в Ленинградском филиале Московского полиграфического института.  После смерти М. А. Таранова в 1973 году был вновь приглашён в качестве руководителя мастерской книжной графики Ленинградского института живописи, скульптуры и архитектуры им. И. Е. Репина, которую возглавлял до 1982 года. Профессор (1967), заслуженный деятель искусств РСФСР (1963), член-корреспондент Академии художеств СССР (1975). Многие из его учеников успешно работают в области книжной и станковой графики, в сфере художественного и художественно-педагогического образования.
Г. Д. Епифанов скончался 4 сентября 1985 года в Ленинграде на 86-м году жизни.

### Ученики
- Аземша А. Н.
- Андреев Н. И.
- Бабияк В. В.
- Васильева Э. Г.
- Глазов И. Н.
- Глашкин М. Ю.
- Дьякова Н. В.
- Казбеков Л. К.
- Лебедев В. А.
- Мажуга А. И.
- Полякова (Игнашова) О. А.
- Почтенная К. О.
- Татарников П. Г.
- Харшак А. А.
- Ястребенецкий А. Г.
- Кюленен Б.